# Rząd macierzy
Rząd – w algebrze liniowej dla danego przekształcenia liniowego {\displaystyle \mathrm {A} \colon U\to V} między przestrzeniami liniowymi {\displaystyle U,V} nad ciałem {\displaystyle K} wymiar obrazu {\displaystyle \mathrm {im\;A} } tego przekształcenia, tzn. liczba wektorów bazowych podprzestrzeni liniowej {\displaystyle \mathrm {A} [U]} przestrzeni {\displaystyle V;} w literaturze polskojęzycznej oznacza się go m.in. symbolami {\displaystyle \mathrm {r\;A} } lub {\displaystyle \mathrm {rz\;A} ,} w literaturze anglojęzycznej można spotkać oznaczenia {\displaystyle \mathrm {rk\;A} ,} czy {\displaystyle \mathrm {rank\;A} }.
Wszystkie opisane niżej własności dotyczące skończeniewymiarowych przestrzeni liniowych nad ciałami przenoszą się wprost na skończeniegenerowane moduły wolne nad pierścieniami przemiennymi (które można opisywać za pomocą macierzy nad tymi pierścieniami), dla których istnieje izomorfizm między danym modułem a modułem dualnym do niego; w ogólności może się zdarzyć, że rzędy tych przekształceń będą różne albo nawet niemożliwe do poprawnego zdefiniowania. W analizie funkcjonalnej, gdzie bada się przekształcenia liniowe między nieskończeniewymiarowymi przestrzeniami liniowymi (z dodatkowymi strukturami), przekształcenia mające skończony rząd nazywa się operatorami skończonego rzędu.

## Macierze
Jeżeli {\displaystyle U,V} są skończonego wymiaru odpowiednio {\displaystyle n,m,} to rząd {\displaystyle \mathrm {A} } również jest skończony i jest nie większy niż {\displaystyle m} (gdyż wymiar dowolnej podprzestrzeni skończonego wymiaru jest skończony). Wybierając w {\displaystyle U} i {\displaystyle V} bazy, odpowiednio {\displaystyle B=(\mathbf {b} _{i})_{i}} oraz {\displaystyle C=(\mathbf {c} _{j})_{j},} wprowadza się izomorfizmy {\displaystyle U\to K^{n}} i {\displaystyle V\to K^{m}.} W ten sposób przekształcenie {\displaystyle \mathrm {A} \colon U\to V} można zapisać we współrzędnych (w bazach {\displaystyle B,C}) w postaci przekształcenia {\displaystyle K^{n}\to K^{m};} korzystając z przestrzeni współrzędnych macierzowych zapisuje się je zwykle w postaci macierzy {\displaystyle \mathbf {A} } typu {\displaystyle m\times n} nazywanej macierzą przekształcenia liniowego {\displaystyle \mathrm {A} } w bazach {\displaystyle B,C.} Jeśli dana własność będzie odnosić się tak do przekształcenia {\displaystyle \mathrm {A} } jak i jego macierzy {\displaystyle \mathbf {A} ,} to obiekty te zbiorczo będą oznaczane {\displaystyle {\boldsymbol {A}}.}
Przekształcenia liniowe i ich macierze
Ponieważ kolumny macierzy {\displaystyle \mathbf {A} } są obrazami wektorów bazy {\displaystyle B} w przekształceniu {\displaystyle \mathrm {A} ,} to rozpinają one w {\displaystyle K^{m}} podprzestrzeń izomorficzną z obrazem {\displaystyle \mathrm {A} [U];} dlatego rząd macierzy {\displaystyle \mathbf {A} } można definiować jako rząd tego przekształcenia liniowego, zwykle jednak czyni się na odwrót: definiuje się rząd macierzy i dowodzi, iż rzędy macierzy podobnych są równe, tzn. że rząd przekształcenia opisanego we współrzędnych nie zależy od ich wyboru (zob. Własności). W szczególności operacje elementarne zachowują rząd, co oznacza, że do jego obliczenia można wykorzystać metodę eliminacji Gaussa (lub metodę eliminacji Gaussa-Jordana): wówczas rząd jest równy liczbie niezerowych wierszy macierzy wynikowej mającej postać schodkową (zwykłą lub zredukowaną).
Przekształcenia dualne i macierze transponowane
Jeśli {\displaystyle U,V} są skończeniewymiarowe, to istnieje wtedy izomorfizm między tymi przestrzeniami a przestrzeniami dualnymi {\displaystyle U^{\star },V^{\star };} przekształceniu {\displaystyle \mathrm {A} \colon U\to V} odpowiada wtedy przekształcenie dualne {\displaystyle \mathrm {A} ^{\star }\colon V^{\star }\to U^{\star },} któremu odpowiada z kolei macierz transponowana {\displaystyle \mathbf {A} ^{\mathrm {T} }.} W związku z tym, że dualizacja jest izomorfizmem, przekształcenie {\displaystyle \mathrm {A} ^{\star }} ma rząd równy rzędowi {\displaystyle \mathrm {A} ,} a rząd macierzy {\displaystyle \mathbf {A} ^{\mathrm {T} }} jest równy rzędowi macierzy {\displaystyle \mathbf {A} .} Wprost stąd wynika, że rząd {\displaystyle {\boldsymbol {A}}} nie może również przekraczać {\displaystyle m;} w połączeniu z obserwacją z pierwszego akapitu oznacza to więc, iż rzędy te są nie większe niż mniejsza z liczb {\displaystyle m,n.}
Ponieważ transpozycja macierzy zamienia rolami jej wiersze i kolumny, to rząd macierzy {\displaystyle \mathbf {A} } zwykło nazywać się rzędem kolumnowym, a z kolei rząd macierzy {\displaystyle \mathbf {A} ^{\mathrm {T} }} – rzędem wierszowym macierzy {\displaystyle \mathbf {A} .} Tłumaczy to, dlaczego zazwyczaj pojęcia te definiuje się odpowiednio jako maksymalną liczbę liniowo niezależnych wektorów kolumnowych bądź wierszowych danej macierzy bądź inaczej: wymiar powłoki liniowej rozpiętej na wektorach będących kolumnami lub wierszami danej macierzy.
Wyznacznik
Ponieważ do określenia liniowej niezależności wektorów, kolumnowych bądź wierszowych, macierzy można wykorzystać wyznacznik, to rząd macierzy można wyznaczyć jako największy stopniem niezerowy minor tej macierzy; czasami własność ta wykorzystywana jest jako definicja tzw. rzędu wyznacznikowego macierzy. W interpretacji geometrycznej oznacza to, że rząd układu wektorów kolumnowych bądź wierszowych danej macierzy jest równy największemu wymiarowi wielowymiarowego równoległościanu rozpinanego przez te wektory.
Własności
Rząd {\displaystyle {\boldsymbol {A}}} jest równy zeru wtedy i tylko wtedy, gdy przekształcenie jest trywialne (tzn. odwzorowujące wszystkie wektory w wektor zerowy), bądź macierz jest zerowa. Przekształcenie {\displaystyle \mathrm {A} } jest różnowartościowe (monomorifzmem) wtedy i tylko wtedy, gdy rząd {\displaystyle \mathrm {A} =n,} tzn. ma „pełny rząd kolumnowy”, oraz na (epimorfizmem) wtedy i tylko wtedy, gdy rząd {\displaystyle \mathrm {A} =m,} tzn. ma „pełny rząd wierszowy”. Ponadto jeśli {\displaystyle \mathrm {B} \colon U\to V} z macierzą {\displaystyle \mathbf {B} } typu {\displaystyle n\times m,} to rząd {\displaystyle {\boldsymbol {A}}+{\boldsymbol {B}}\ \leqslant } rząd {\displaystyle {\boldsymbol {A}}\ +} rząd {\displaystyle {\boldsymbol {B}}.} Jeśli zaś {\displaystyle X,Y} są przestrzeniami liniowymi nad {\displaystyle K} odpowiednio wymiaru {\displaystyle k,l} i dane są przekształcenia {\displaystyle \mathrm {C} \colon X\to U} z macierzą {\displaystyle \mathbf {C} } typu {\displaystyle n\times k} rzędu {\displaystyle n} oraz {\displaystyle \mathrm {D} \colon V\to Y} z macierzą {\displaystyle \mathbf {D} } typu {\displaystyle l\times m} rzędu {\displaystyle m,} to rzędy {\displaystyle {\boldsymbol {AC}}} oraz {\displaystyle {\boldsymbol {DA}}} są równe rzędowi {\displaystyle {\boldsymbol {A}}.}
Niech {\displaystyle \mathrm {M} ,\mathrm {N} \colon U\to U} będą endomorfizmami, a {\displaystyle \mathbf {M} ,\mathbf {N} } oznaczają ich kwadratowe macierze stopnia {\displaystyle n.} Wówczas z połączenia powyższych stwierdzeń o różnowartościowości i byciu „na” wynika, że endomorfizm {\displaystyle \mathrm {M} } jest odwracalny (izomorfizmem) bądź jego macierz {\displaystyle \mathbf {M} } jest odwracalna wtedy i tylko wtedy, gdy rząd {\displaystyle {\boldsymbol {M}}=n,} tzn. ma „pełny rząd”. Zachodzi również tzw. nierówność Sylvestera o rzędzie: rząd {\displaystyle {\boldsymbol {M}}+} rząd {\displaystyle {\boldsymbol {N}}\ \leqslant \ n+} rząd {\displaystyle {\boldsymbol {MN}}.}